# Фолсом (Пенсільванія)
Фолсом (англ. Folsom) — переписна місцевість (CDP) в США, в окрузі Делавер штату Пенсільванія. Населення — 8287 осіб (2020).

## Географія
Фолсом розташований за координатами 39°53′33″ пн. ш. 75°19′43″ зх. д. / 39.89250° пн. ш. 75.32861° зх. д. (39.892381, -75.328665).  За даними Бюро перепису населення США в 2010 році переписна місцевість мала площу 3,24 км², уся площа — суходіл.

## Демографія
Згідно з переписом 2010 року, у переписній місцевості мешкали 8323 особи в 3135 домогосподарствах у складі 2252 родин. Густота населення становила 2571 особа/км².  Було 3248 помешкань (1003/км²).
Расовий склад населення:
| - 93,1 % — білих - 3,4 % — чорних або афроамериканців - 1,8 % — азіатів - 0,1 % — корінних американців |

До двох чи більше рас належало 1,2 %. Частка іспаномовних становила 1,8 % від усіх жителів.
За віковим діапазоном населення розподілялося таким чином: 21,5 % — особи молодші 18 років, 63,3 % — особи у віці 18—64 років, 15,2 % — особи у віці 65 років та старші. Медіана віку мешканця становила 40,8 року. На 100 осіб жіночої статі у переписній місцевості припадало 94,9 чоловіків;  на 100 жінок у віці від 18 років та старших — 90,0 чоловіків також старших 18 років.
Середній дохід на одне домашнє господарство  становив 86 264 долари США (медіана — 79 702), а середній дохід на одну сім'ю — 97 927 доларів (медіана — 93 344). Медіана доходів становила 63 246 доларів для чоловіків та 48 814 долари для жінок. За межею бідності перебувало 3,5 % осіб, у тому числі 5,9 % дітей у віці до 18 років та 0,0 % осіб у віці 65 років та старших.
Цивільне працевлаштоване населення становило 4727 осіб. Основні галузі зайнятості: освіта, охорона здоров'я та соціальна допомога — 29,9 %, виробництво — 11,0 %, мистецтво, розваги та відпочинок — 10,5 %.